# طوق العنق

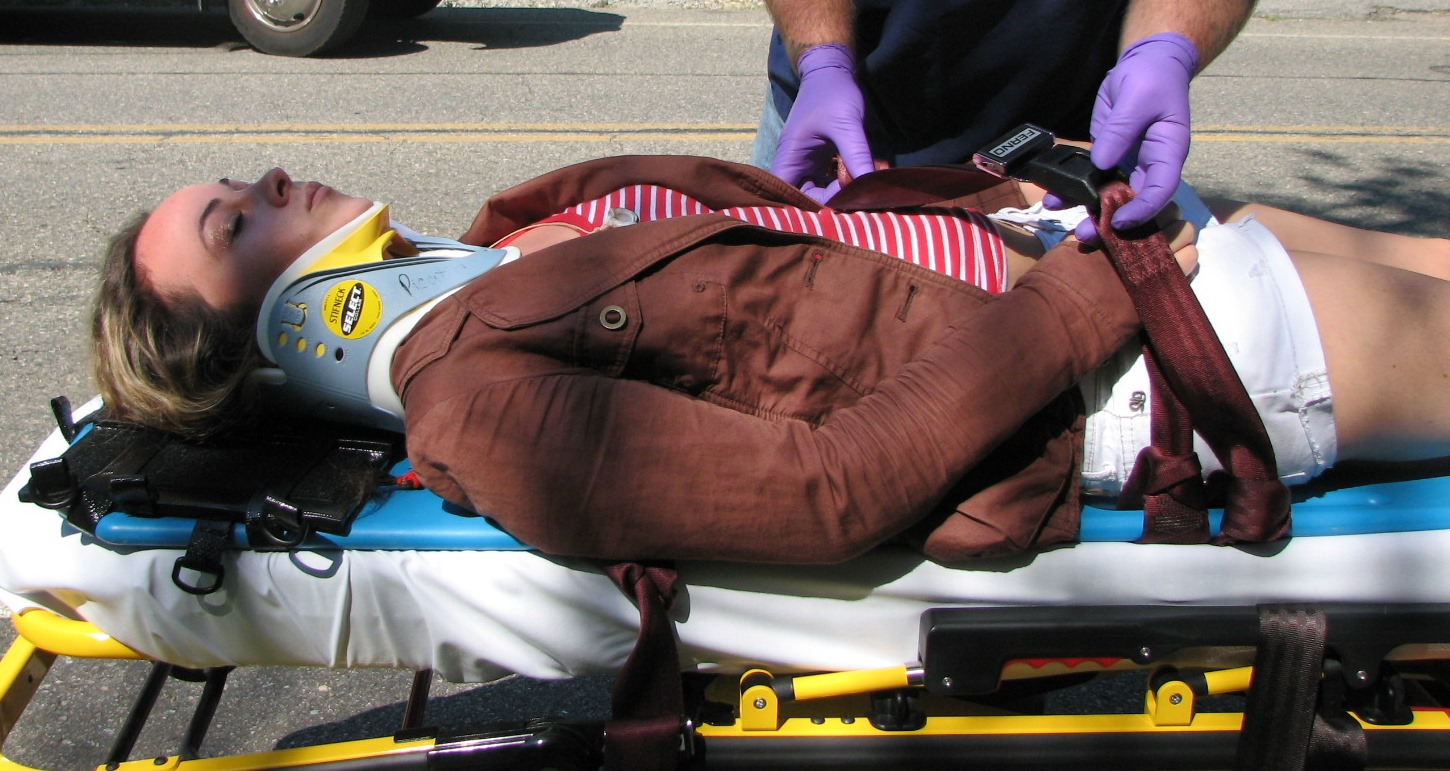
تظهر في الصورة فتاة في حالة طارئة وعليها طق عنقي.

طوق العنق أو دعامة العنق أو الطوق العنقي هو جهاز طبي يستخدم لدعم الرقبة، كما يستخدمه مسعفو الطوارئ لأولئك الذين تعرضوا لإصابات في الرأس أو الرقبة، ويمكن استخدامه كذلك لعلاج بعض الحالات الطبية المزمنة.
قد تسبب إصابات الرقبة كسوراً في العمود الفقري بالعنق ما يجعل المصابين على عرضة للإصابة الحبل الشوكي لديهم، وقد تتفاقم الإصابة مع حركة الشخص المصاب فيؤدي ذلك إلى الشلل أو الموت، ولذلك ولمنع حدوث المزيد من الضرر للمصابين بحوادث السيارات مثلاً يقوم المسعفون بوضع طوق حول أعناق المصابين في هذه الحوادث احترازياً حتى يتم التأكد عن طريق تصوير الأشعة السينية من عدم وجود كسر في هذه فقرات العنق السبعة. 

## معرض صور

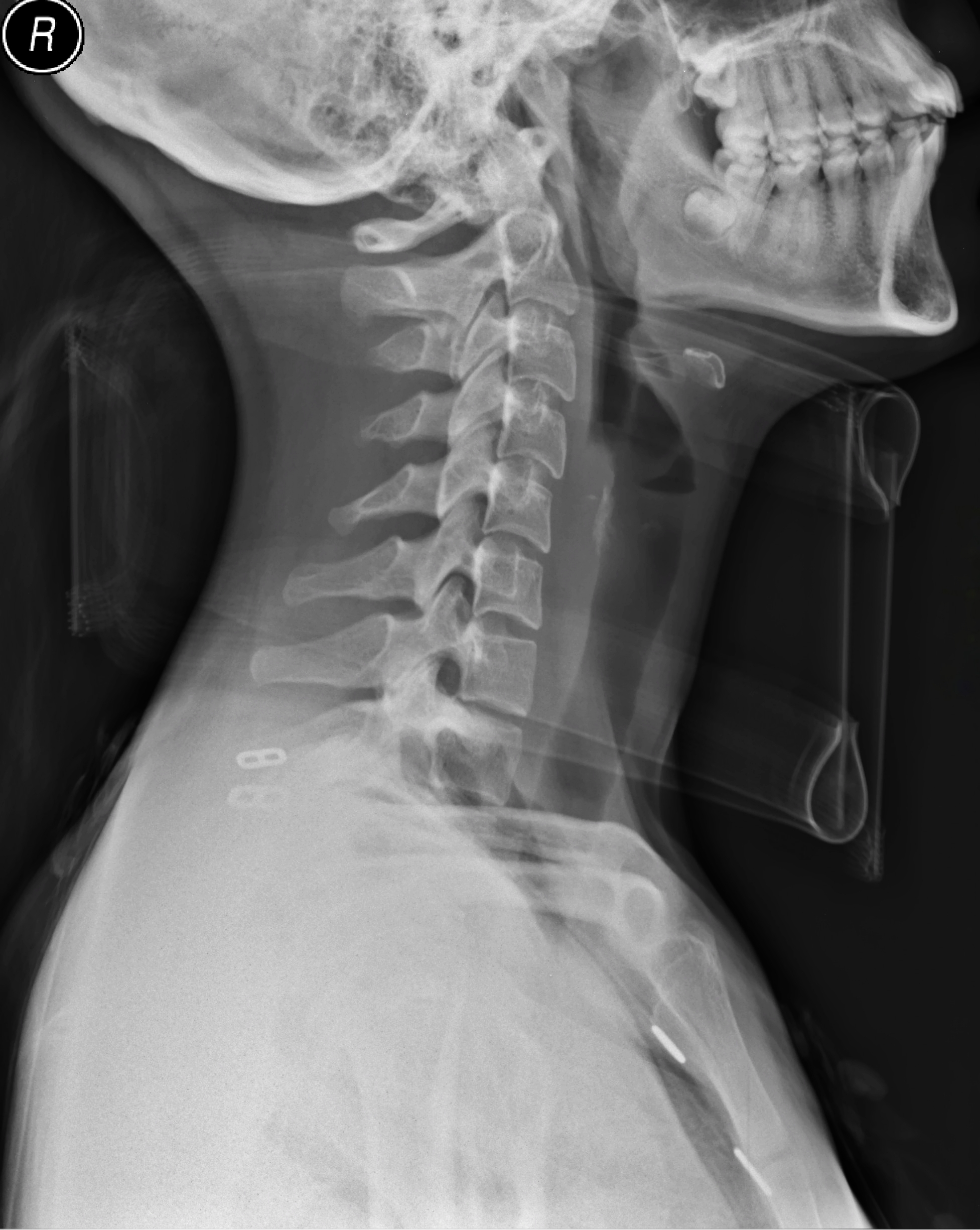
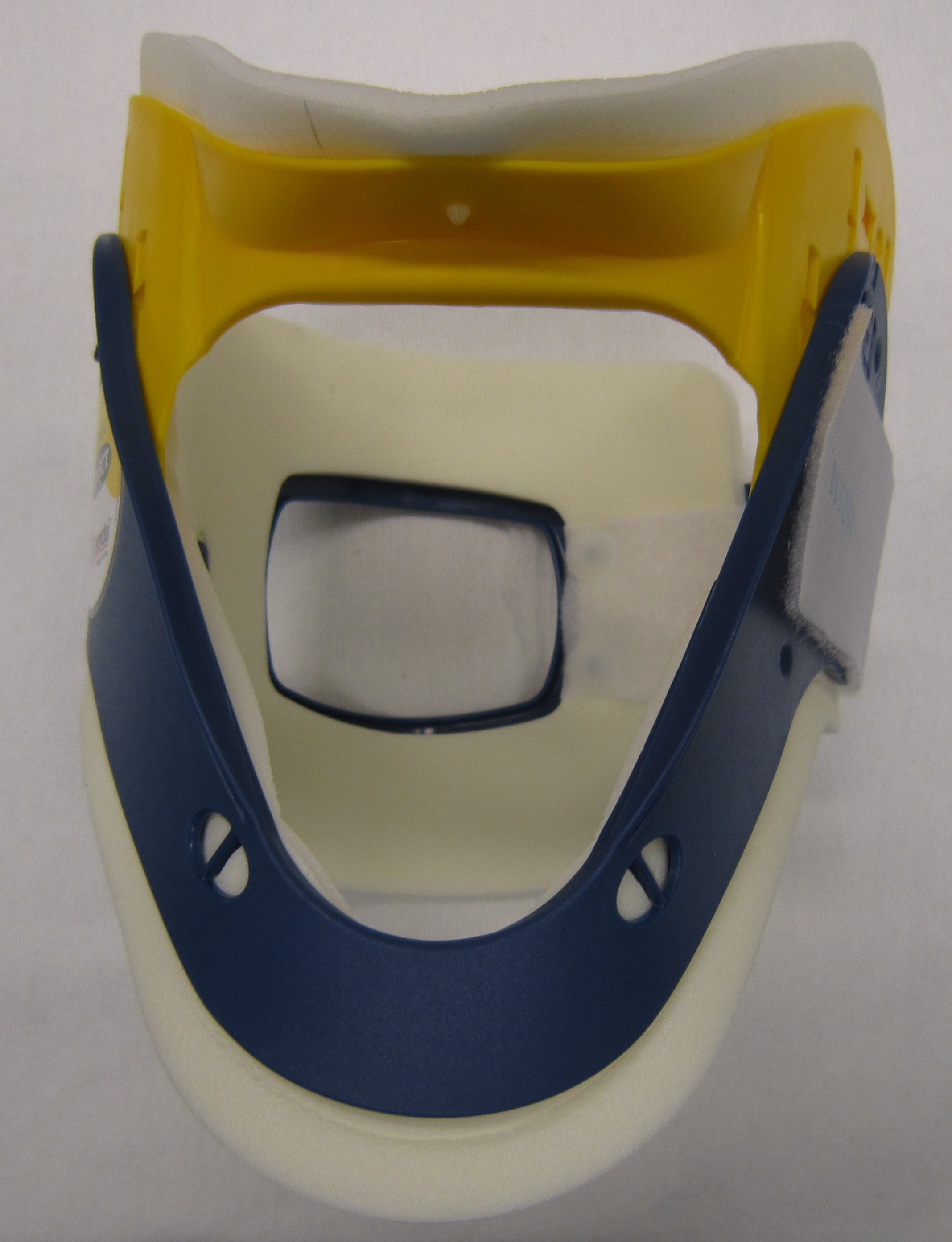
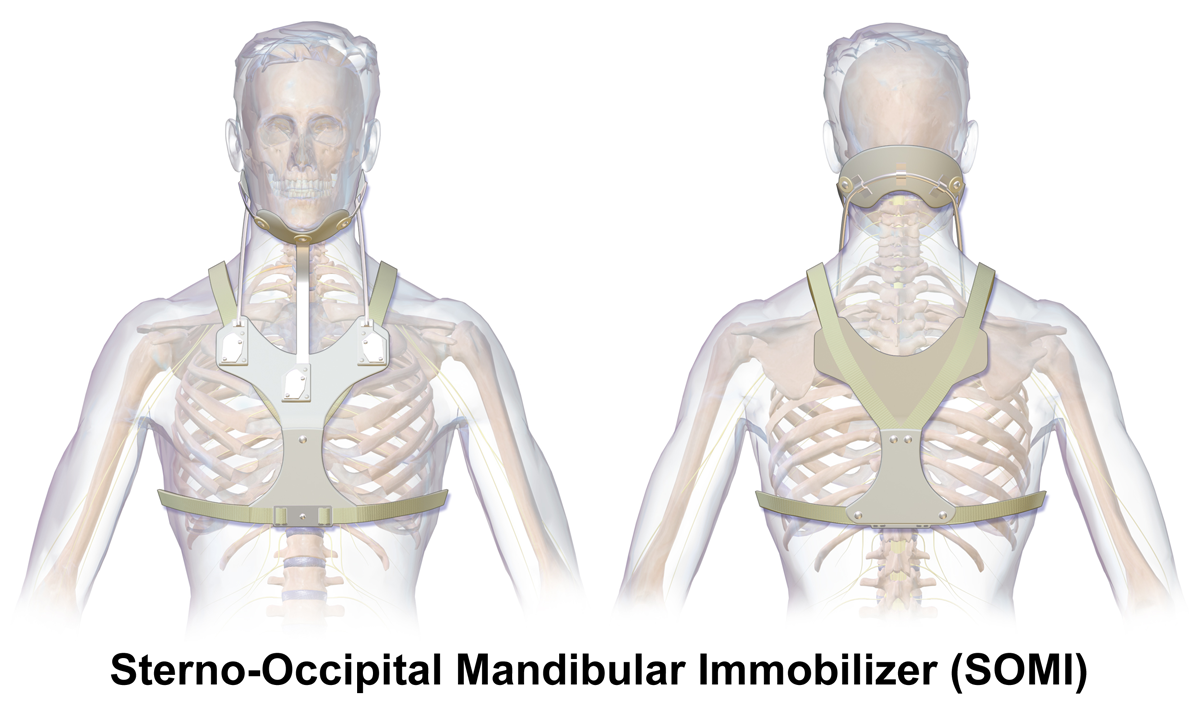
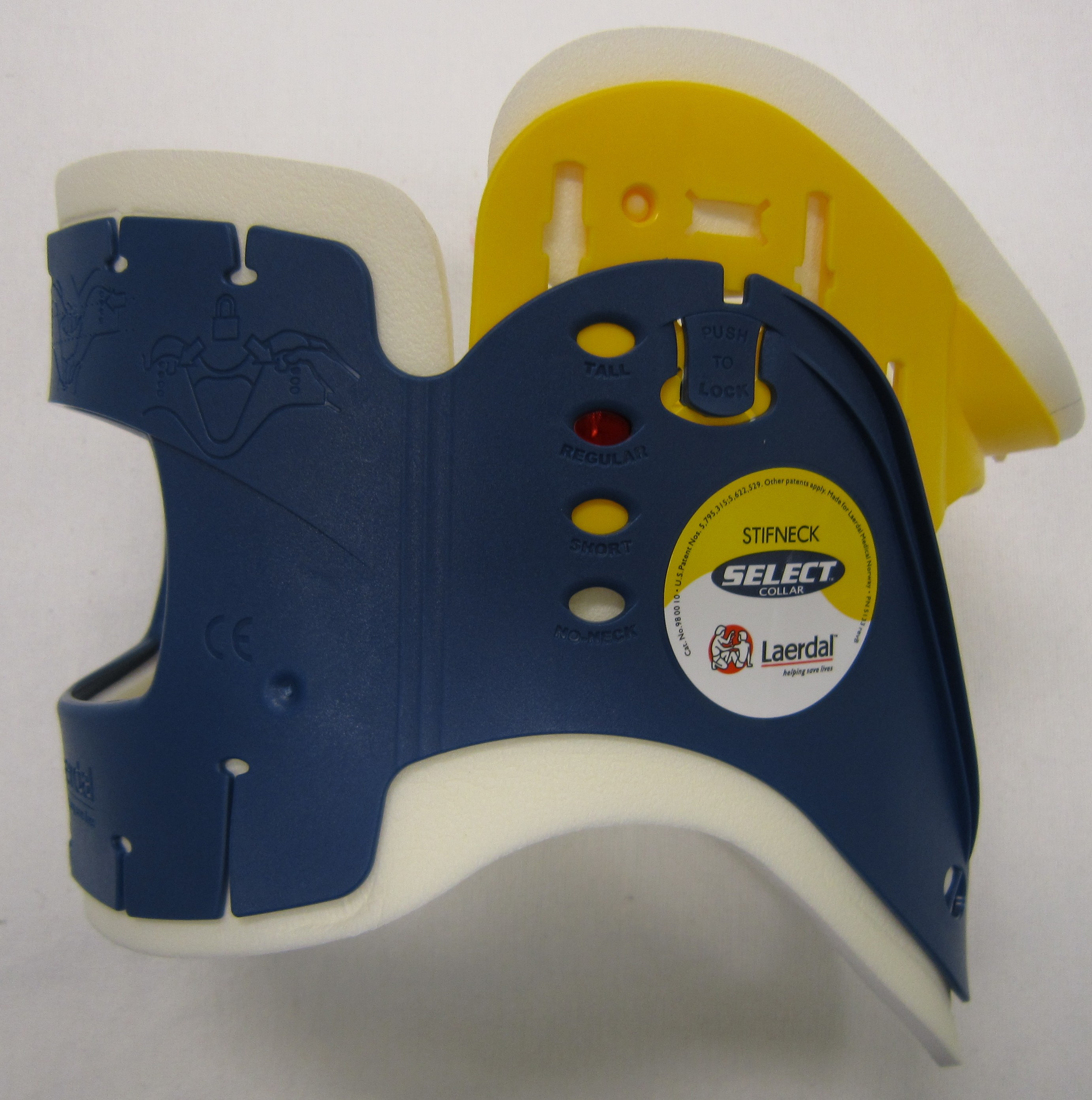
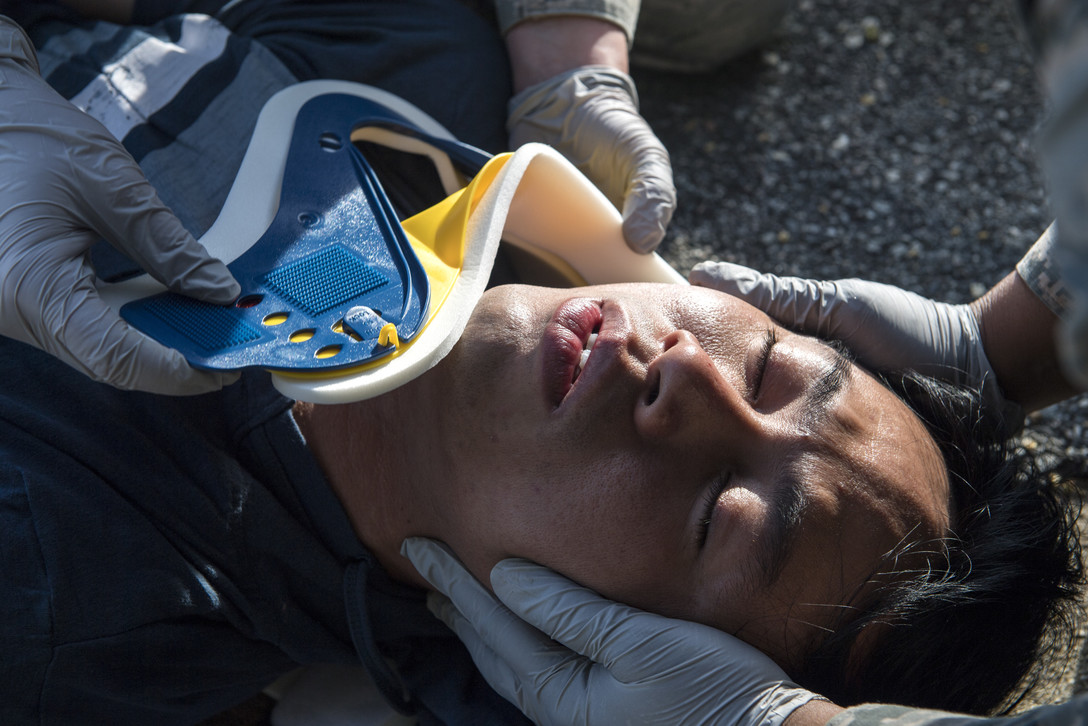
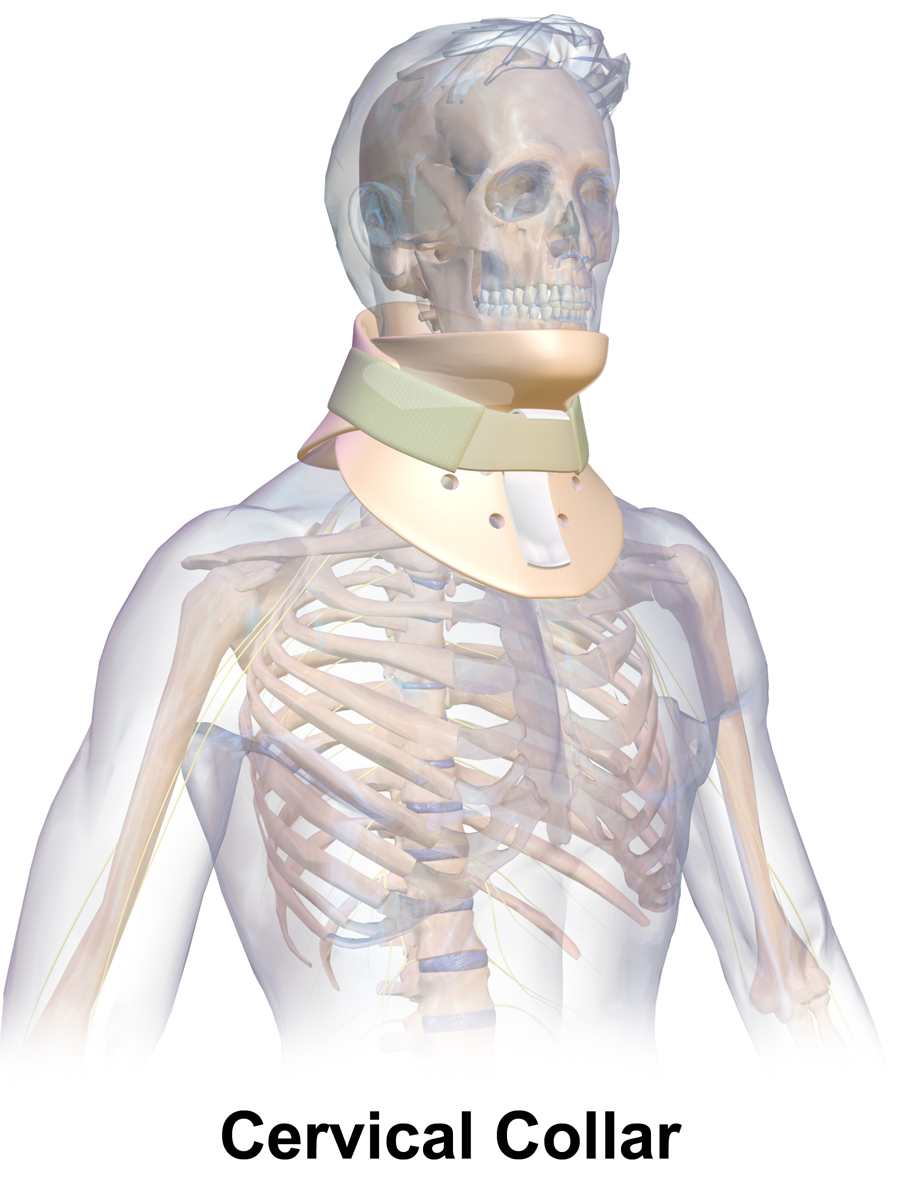